# Alexander Sputh

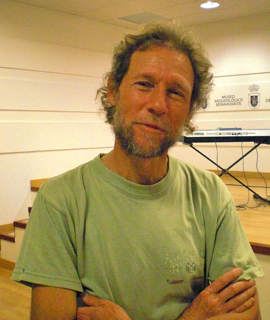
Alexander Sputh (Konzert in Los Llanos, 2011)

Alexander Sputh (* 16. Mai 1953) ist ein deutscher Jazzmusiker (Gitarre, Gesang) und Bergwanderführer.

## Leben und Wirken
Sputh, dessen Vater Jazzviolinist war, lernte als Kind Gitarre. Im Juli 1978 gehörte er mit Reiner Michalke und Achim Fink zu den Gründern der Initiative Kölner Jazz Haus; im gleichen Jahr trat er gemeinsam mit Paul S. Haltod auf dem ersten Kölner Jazz Haus Festival in Köln-Holweide auf. Überregional wurde er zunächst als Mitglied des Jazzrock-orientierten Ocean Orchestra bekannt, das mit Herbert Grönemeyer auftrat. Daneben war er seit 1979 als Lehrer an der Offenen Jazz Haus Schule tätig. Mit Sigi Busch spielte er das Duo-Album A New Way of Living (EGO 1980) ein.  Beim Jazzfestival in Bratislava 1985 trat er mit dem Quartett von Emil Viklický auf. Als Studiomusiker arbeitete er auch mit Frank Duval. 
Seit 1987 lebt er überwiegend auf der Kanareninsel La Palma, wo er sowohl als Reiseleiter und Bergwanderführer tätig ist als auch weiterhin als Musiker. Mit der Flamencojazz-Gruppe Ziriab, die er gemeinsam mit Pedro Sanz leitet, war er mehrfach auch auf dem spanischen Festland auf Tournee. 2010 spielte er mit seinem Trio auf dem Jazzfestival in Rheine.

## Diskographische Hinweise
- Ocean Orchestra (mit Herbert Grönemeyer, Bernt Laukamp, Markus Stockhausen, Heiner Wiberny, Johannes Wawersik, Helmut Kandlberger, Jürgen Flimm 1979)
- Alexander Sputh/Paul S. Haltod Dialogue (JazzHausMusik 1980)
- Ziriab La magia del momento (mit Pedro Sanz, Eremiot Rodriguez, Kike Perdomo, Rafael Navarro, Miguel Valdés 2008)
- Ziriab El camenito de estrellas (mit Pedro Sanz, Kike Perdomo, Rafael Navarro, Jorge Pardo und Carles Benavent 2010)